# Darío T. Pie
Darío José Pie Arnaiz, conocido como Darío T. Pie, es un primer actor mexicano nacido en Guadalajara, Jalisco, México. Ha participado en telenovelas como  Luz y sombra, Balada por un amor, Alcanzar una estrella y Marea brava. Ha participado también en el cine: Perfume efecto inmediato, Casi divas, Santitos, Principio y fin, El amor de tu vida S.A. y La cuarta compañía, entre otras películas, y ha sido actor de doblaje: Los Increíbles, Otra película de huevos y un pollo y Camino largo a Tijuana.
Su carrera se consolidó con la serie de televisión Desde Gayola, en la cual presentó el personaje La Roña, creación suya basada en la actriz mexicana María Félix, conocida en sus últimos años como "La Doña".

## Carrera
Estudió en el foro EON, escuela de actuación dirigida por Sergio Bustamante, donde conoció a actrices y cantantes como Regina Orozco y Astrid Hadad. Continuó sus estudios en el CEA de Televisa,y posteriormente tomó talleres de cabaret con Jesusa Rodríguez. Fue alumno de: Rafael Esteban, Morris Savariego, Hugo Argüelles, Phil de Kanter, Juan José Gurrola, Héctor Mendoza y Flora Dantus. Inició su carrera actuando en teatro infantil oficial. Fue comparsa en teatro musical. Trabajó durante tres años en centros nocturnos, bajo la dirección de Fernando Luján, al lado de Lupe Vázquez, Martha Ofelia Galindo, Fernando Ciangherotti, Irlanda Mora y Gilberto Pérez Gallardo. Dirigió, con Antonio Serrano, A destiempo, obra de corte posmodernista. Dirigió y cocreó vestuario en el espectáculo que volvió famosa a Astrid Hadad, La Occisa. Se inició en las telenovelas gracias a que la jefa de repartos de Televisa de entonces, Martha Oliver, lo descubrió en la puesta en escena Fedra, de Héctor Mendoza, protagonizada por Ofelia Medina.[cita requerida]

## Filmografía

### Cine
- La cuarta compañía (2016)
- El diario de un mirrey
- La cama de Lola
- 12 rounds
- Ella es Ramona (2015)
- Sin ella (2010)
- Casi divas (2008)
- Seis días en la oscuridad (2003)
- Santitos (1999)
- El amor de tu vida S.A. (1996)
- Una papa sin catsup (1995)
- Me tengo que casar/Papá soltero (1995)
- Juego limpio (1995)
- En medio de la nada (1994)
- Principio y fin (1993)
- Las delicias del matrimonio (1993)
- Perfume, efecto inmediato (1993)
- Matrimonio y mortaja (1992)
- Millonario a la fuga (1991)
- Bandidos (1991)

### Doblaje
- Los Increíbles (2004): Edna Moda (doblaje al español)
- Otra película de huevos y un pollo (2009): Huevo Brujo (doblaje al español)
- Los Increíbles 2 (2018): Edna Moda (doblaje al español)

### Telenovelas
- Marea brava (1999)
- Valentina (1993)
- Ángeles sin paraíso (1992-1993)
- Las secretas intenciones (1992)
- En carne propia (1990-1991)
- Alcanzar una estrella (1990)
- Balada por un amor (1989-1990)
- Luz y sombra (1989)

### Series de televisión
- La casa de las flores (2020)[6]
- El torito (2015)
- Durmiendo con mi jefe (2013)
- Todo incluido (2013)
- La clínica (2013)
- Los héroes del norte (2012)
- Como dice el dicho
- Lo que callamos las mujeres
- Teatrísimo
- Correo de inocentes (2011)
- Ellas son... la alegría del hogar (2010)
- S.O.S.: sexo y otros secretos (2007)
- Desde Gayola (2002-2008), La vida en risa
- Metrópolis
- Derbez en cuando
- La Roña se pega
- Que shula noche
- Televiteatros (1992)
- Mujer, casos de la vida real
- ¿Quién es el jefe?
- Ciencia UNAM
- Mucho gusto

## Teatro
- Los malvados planes de Microbión (1981)
- Cabaret (1981)
- Don Juan Tenorio (1982)
- Concierto para guillotina y 40 cabezas (1982)
- La nueva arca de Noé (1983)
- La pulga (1884)
- La canción del sapito Cro Cró (1884)
- La rosa del tiempo (1985)
- Coloquios 1525 (1986)
- A destiempo (1986)
- Zaide (1986)
- Fedra (1987)
- Vestir al desnudo (1988)
- Misantropías (1990)
- Enemigo de clase (1991)
- El sexo opuesto (1994)
- Histeria (2005)
- El misterio de Irma Vep (2006)
- La Marta del zorro (2004)
- Político de alcoba (2010)
- Citizen del Río (2014)
- 12 hombres en pugna (2014)
- La última sesión de Freud (2015 y 2016)

## Espectáculos con La Roña
- La Doña en la suicida
- La Doña y La Vero
- La Doña en la corrida
- La Doña… Hey mujerujo
- La Roña va a merendar
- La Roña se pega
- La Roña en suave matria
- La Roña enamorhada
- La Roña del dinero
- La Roña ay culebra
- La Roña Illuminati
- La Roña en la muerte chiquita
- La Roña de la risa
- Monólogos de la cantina
- La Roña H2O Haciéndonos de las Aguas
- La Roña en La Muerta en Vivo
- La Roña en Un Rincón cerca del Cielo
- La Roña en Sana, sana, colita de rana
- La Roña en ¡Hasta el fondo!
- La Roña en Como veo... doy

## Espectáculos de teatro cabaret
- Menage a trois
- Remate total
- El chiribitil
- Se vende este infierno
- Kena Charango y Bombo Carnavalito
- El circoma roma
- El ejido en Navidad
- El gigante egoísta
- Agustín Larín
- La foca miona